# Taikō Gyōyū
Taikō Gyōyū (ur. 1162, zm. 1241; jap. 退耕行勇) – japoński mistrz zen szkoły rinzai, prowadzący synkretyczną praktykę.

## Życiorys
Urodził się w Kamakurze. Jako chłopiec zadecydował, że zostanie mnichem buddyjskim i poświęcił się studiom ezoterycznych nauk szkoły shingon. Po jakimś czasie zgodnie z rozkazem sioguna Yoritomo Minamoto (zm. 1199) podjął funkcję klasztornego asystenta w świątyni Hachiman. W tym samym czasie był również nadzorcą w klasztorach Eifuku i Daiji.
W 1200 roku do Kamakury przeniósł się Myōan Eisai (1141–1215). Gyōyū został jego uczniem. Ostatecznie został następcą mistrza i opatem klasztoru Jufuku. Mistrz Gyōyū działał głównie w rejonie Kamakury i cieszył się szacunkiem i zaufaniem rodu Minamotów. Masako Hōjō - wdowa po siogunie - zażądała aby Gyōyū został jej duchowym nauczycielem, a w końcu przyjęła mnisią ordynację od niego i została buddyjską mniszką.
Był w bliskich relacjach z trzecim siogunem z tego klanu - Sanetomo Minamoto. Sanetomo był oddanym buddystą i napisał szereg pieśni, dzięki którym wszedł do historii literatury japońskiej. Gyōyū ciężko przeżył zamordowanie Sanetomo w 1219 roku i zapewne z tego powodu odosobnił się w Kioto i na górze Kōya. Tam też, po interwencji Masako, został opatem kompleksu klasztornego Kongōzammai-in, gdzie poświęcił się praktykom shingon oraz studiowaniu zenu. Wtedy to przez jakiś czas jego uczniem zen był Shinchi Kakushin (1207–1298). Gdy Gyōyū przeniósł się znów do Kamakury, Kakushin towarzyszył mu i pozostał przy nim aż do jego śmierci.
W tym ostatnim okresie życia mistrza, otaczały go bardzo wpływowe postacie. Został także opatem klasztoru Jōmyō (浄妙寺), wybudowanego w 1188 roku przez Yoshikane Ashikagę (義兼足利, zm. 1199) jako klasztor shingon. Nieco później, jego syn Yoshiuji Ashikaga(義氏足利, 1189-1254), zamienił go w klasztor zen, chociaż przez jakiś czas królowała w nim praktyka synkretyczna.
Mistrz zen Taikō Gyōyū zmarł w klasztorze Jufuku, którego był przedtem opatem.
Po przedwczesnej śmierci Eisaia (ale i Ryōnena) zasadniczo jego linię nauczania prowadzili tylko Gyōyū i Shakuen Eichō (zm. 1247). Nie udało im się jednak rozwinąć własnych trwałych linii przekazu i tradycja ta szybko wygasła.

## Linia przekazu Dharmy zen
Pierwsza liczba oznacza liczbę pokoleń mistrzów od 1 Patriarchy indyjskiego Mahakaśjapy.
Druga liczba oznacza liczbę pokoleń od 28/1 Bodhidharmy, 28 Patriarchy Indii i 1 Patriarchy Chin.
Trzecia liczba oznacza początek nowej linii przekazu w danym kraju.
- 45/18. Huanglong Huinan (1002–1069) odgałęzienie szkoły linji - huanglong
  - 46/19. Huitang Zuxin (1024–1100) 
    - 47/20. Huanglong Xinsou (1071–1115)
    - 47/20. Huanglong Shixin (zm. 1139)
    - 47/20. Sixin Wuxin (1044–1115)
      - 48/21. Linguan Weiqing (zm. 1117)
        - 49/22. Changling Shouzhuo (ok. 1060–1130)
          - 50/23. Wushi Jiechen (ok. 1080–1150)
            - 51/24. Xinwen Tanbi (Tanfen?) (ok. 1100–1170)
              - 52/25. Xue’an Zongjin (ok. 1115–1185)
                - 53/26. Xu’an Huaichang (ok. 1125–1195)
                  - 54/27/1. Eisai Myōan (1142–1215) Japonia. Szkoła zen rinzai
                    - 55/28/2. Ryōnen Myōzen (1184–1225)
                    - 55/28/2. Taikō Gyōyū (1163-1241)
                    - 55/28/2. Shakuen Eichō (zm. 1247)
                      - 56/29/3. Zōsō Rōyo (1193–1276)
                        - 57/30/4. Jakuan Jōshō (1229–1316)
                          - 58/31/5. Ryūzan Tokken (1284–1358)